# Арцаго-д'Адда
Арцаго-д'Адда, Арцаґо-д'Адда (італ. Arzago d'Adda, п'єм. Arzago d'Adda) — муніципалітет в Італії, у регіоні Ломбардія, провінція Бергамо.
Арцаго-д'Адда розташоване на відстані близько 470 км на північний захід від Рима, 30 км на схід від Мілана, 26 км на південь від Бергамо.
Населення — 2709 осіб (2014).
Щорічний фестиваль відбувається 10 серпня. Покровитель — святий мученик Лаврентій.

## Демографія
Населення за роками:

Станом на 1 січня 2023 року в муніципалітеті офіційно проживало 258 іноземців з 27 країн, серед них 66 громадян країн Євросоюзу та 7 громадян України.

## Сусідні муніципалітети
- Аньяделло
- Кальвенцано
- Казірате-д'Адда
- Ривольта-д'Адда
- Вайлате